# Соревнования «Дружба-84» по академической гребле
Соревнования «Дружба-84» по академической гребле были проведены с 23 по 25 августа 1984 года на гребном канале «Крылатское» в Москве (СССР). Было разыграно 8 комплектов наград среди мужчин и 6 среди женщин.

## Медалисты

### Мужчины
| Дисциплина               | Золото | Золото  | Серебро | Серебро | Бронза | Бронза  |
| Одиночки M1x             | Василий Якуша СССР | 7:14,23 | Хайко Хаберман ГДР | 7:21,40 | Владек Лацина Чехословакия | 7:26,59 |
| Двойки парные M2x        | СССР · Сергей Кинякин · Пётр Кинякин | 6:35,98 | Болгария · Иван Мидюров · Минчо Николов | 6:37,33 | Польша · Каетан Броневский · Анджей Кшепиньский | 6:44,66 |
| Двойки без рулевых M2-   | СССР · Юрий Пименов · Николай Пименов | 7:06,65 | Чехословакия · Иван Кафка · Мирослав Лаголик | 7:19,15 | Болгария · Тодор Винделиев · Эмил Гронцов | 7:26,39 |
| Двойки с рулевыми M2+    | СССР · Игорь Майстренко · Стасис Нарушайтис · Пётр Петринич (р) | 7:10,81 | Чехословакия · Милан Долечек · Милан Шкопек · Олдржих Гейдушек (р)                                                                                       | 7:12,60 | ГДР · Карстен Шмелинг · Дитмар Шиллер · Хендрик Райхер (р)                                                                                            | 7:15,21 |
| Четвёрки парные M4x      | ГДР · Бернд Калиш · Уве Мунд · Клаус Крёппелин · Карл-Хайнц Бусерт | 5:58,82 | Польша · Славомир Чеслаковкий · Мирослав Шимановский · Марек Балдыга · Мирослав Мрук                                                                     | 5:59,67 | СССР · Александр Здравомыслов · Игорь Антонов · Саулюс Красаускас · Гинтаутас Гедрайтис                                                               | 6:04,28 |
| Четвёрки без рулевых M4- | СССР · Геннадий Крючкин · Виктор Переверзев · Сергей Смирнов · Йонас Нармонтас                                                                                                | 6:17,94 | ГДР · Ульрих Диснер · Олаф Фёрстер · Томас Грайнер · Томас Бенш                                                                                          | 6:24,55 | Чехословакия · Петр Глидек · Павел Конвичка · Мирослав Враштил · Любомир Заплетал                                                                     | 6:26,98 |
| Четвёрки с рулевыми M4+  | СССР · Зигмантас Гудаускас · Владимир Романишин · Игорь Зотов · Иван Высоцкий · Михаил Сасов (р)                                                                              | 6:22,64 | ГДР · Оле Пингель · Карстен Тимм · Ханс-Петер Коппе · Дирк Рендант · Михаэль Шимминг (р)                                                                 | 6:26,86 | Болгария · Цветан Петков · Михаил Петров · Матей Христов · Пётр Йовчев · Ненко Добрев (р)                                                             | 6:30,82 |
| Восьмёрки M8+            | СССР · Андрей Васильев · Александр Волошин · Николай Комаров · Павел Гурковский · Виктор Дидук · Виктор Омельянович · Вениамин Бут · Йонас Пинскус · Владимир Нижегородов (р) | 5:54,16 | ГДР · Уве Гаш · Бернд Низекке · Йёрг Фридрих · Зигфрид Шальковски · Ханс Зенневальд · Йёрг Тиммерман · Марио Минге · Юрген Тиле · Клаус-Дитер Людвиг (р) | 5:56,81 | Чехословакия · Михал Слани · Иржи Мак · Павел Певный · Иржи Прудил · Душан Новотник · Душан Вичик · Губерт Шевела · Милан Киселый · Антонин Барак (р) | 5:59,08 |

### Женщины
| Дисциплина                      | Золото | Золото  | Серебро | Серебро | Бронза                                                                                              | Бронза  |
| Одиночки W1x                    | Мария Данилюк СССР | 3:52,77 | Биргит Петер ГДР | 3:53,09 | Магдалена Георгиева Болгария                                                                        | 3:57,73 |
| Двойки парные W2x               | ГДР · Кирстен Петерс · Рамона Бальтазар | 3:30,27 | Болгария · Маргарита Добчева · Анка Русева | 3:32,93 | СССР · Татьяна Башкатова · Мария Залите                                                             | 3:33,16 |
| Двойки без рулевых W2-          | СССР · Вида Чесюнайте · Раиса Долигойда | 3:36,51 | ГДР · Зузанне Хайнике · Хайке Винклер | 3:40,75 | Болгария · Рита Тодорова · Теодора Зарева                                                           | 3:44,16 |
| Четвёрки парные с рулевыми W4x+ | СССР · Антонина Думчева · Елена Братишко · Елена Хлопцева · Ирина Фетисова · Мария Земскова (р)                                                                        | 3:18,41 | Болгария · Румяна Почилеева · Виолета Нинова · Стефка Мадина · Теодора Лазарова · Грета Георгиева (р)                                                                                  | 3:20,73 | Венгрия · Эржебет Шарлош · Клара Петервари · Камилла Костоланьи · Эрика Бертеньи · Эрика Полгар (р) | 3:35,58 |
| Четвёрки с рулевыми W4+         | СССР · Ангеле Куликаускайте · Светлана Семёнова · Валентина Семёнова · Марина Студнева · Нина Черемисина (р)                                                           | 3:22,37 | Болгария · Искра Велинова · Оля Стоичкова · Лиляна Колева · Тодорка Василева · Надия Филипова (р)                                                                                      | 3:28,42 | ГДР · Андро Рутгерс · Катрин Динстбир · Рамона Хайн · Керстин Туссен · Зильке Кречмар (р)           | 3:30,06 |
| Восьмёрки W8+                   | СССР · Елена Макушкина · Наталья Яценко · Нина Уманец · Елена Терёшина · Сармите Стоне · Ирина Тетерина · Лидия Аверьянова · Людмила Коноплёва · Валентина Хохлова (р) | 3:09,27 | Болгария · Валентина Ушерова · Антонина Владимирова · Валентина Александрова · Снежана Илиева · Радка Стоянова · Лалка Берберова · Даниела Оронова · Невяна Иванова · Ваня Мойсова (р) | 3:13,92 | Не разыграна1                                                                                       |         |

↑ В соревнованиях в данной дисциплине принимали участие только два экипажа, поэтому бронзовая награда осталась не разыграна

## Командный зачёт
| Место | Страна       | Золото | Серебро | Бронза | Всего |
| ----- | ------------ | ------ | ------- | ------ | ----- |
| 1     | СССР         | 12     | 0       | 2      | 14    |
| 2     | ГДР          | 2      | 6       | 2      | 10    |
| 3     | Болгария     | 0      | 5       | 4      | 9     |
| 4     | Чехословакия | 0      | 2       | 3      | 5     |
| 5     | Польша       | 0      | 1       | 1      | 2     |
| 6     | Венгрия      | 0      | 0       | 1      | 1     |
| Всего | Всего        | 14     | 14      | 13     | 41    |